# Ступницький Леонід Венедиктович
Леоні́д Венеди́ктович Ступни́цький (псевдо:«Гончаренко») — (* 29 травня 1891, с. Романівка, нині Попільнянський район Житомирської області — † 30 липня 1944, с. Дермань, Здолбунівський район, Рівненська область) — український військовий діяч в часи УНР, шеф штабу ВО-2 «Заграва» (05.1943 — 07.1943), начштабу групи УПА-Північ, підполковник Армії УНР, генерал-хорунжий УПА (посмертно).

## Біографія
Народився у селянській сім'ї. Його батько — Венедикт товаришував з передовими діячами української культури, бував у Тадея Рильського, переймався ідеями народників. В дитинстві Леонід дружив з Максимом Рильським.
Закінчив 2-класне Сквирське міське училище, гімназію у Сквирі та агрономічний факультет Київського університету.
20 листопада 1912 року був мобілізований до 9-го уланського Бузького полку (м. Біла Церква). З 13 червня 1914 року — молодший унтер-офіцер, а з 3 серпня 1914 року — старший унтер-офіцер. У складі свого полку виступив на фронт Першої світової війни.
17 березня 1915 року був нагороджений Георгіївським хрестом IV ступеня.
17 травня 1915 року був відряджений на навчання до школи прапорщиків Мінського військового округу. З 2 липня 1915 року навчався у 1-й Київській школі прапорщиків. 30 вересня 1915 року був підвищений до звання прапорщика.
Після закінчення школи служив у 8-му та 12-му (з 29 листопада 1915 року) запасних батальйонах.
Станом на 14 серпня 1916 року — т. в. о. командира 14-ї роти, штаб-ротмістр кавалерії.

### В Армії УНР
У роки визвольних змагань 1917—1921 років — підполковник Армії УНР, від 1920 року — командир полку Волинської дивізії.
У 1920—1921 роках — помічник командира 4-го Київського кінного полку 4-ї Київської дивізії Армії УНР.
Під час Другого зимового походу Армії УНР командував окремим кінним загоном Волинської групи Юрія Тютюнника, на чолі якої здобув Коростень.

### В еміграції на Волині
З 1922 року жив на Волині. У 1922—1940 роках працював агрономом на Бабинському цукровому заводі села Бабин Гощанського району на Рівненщині.
У 1939 року, після окупації радянською армією частини території Польщі, був заарештований НКВС та засуджений до 5-річного ув'язнення, а родину вислано до Казахстану.
До 1941 року перебував під слідством у Брестській в'язниці, звідки визволений німцями.

### В УПА
У липні—серпні 1941 року очолював Перший український полк ім. Холодного Яру у Рівному, створений революційним крилом ОУН (Бандери) для формування української армії. Однак незабаром полк був ліквідований німецькою окупаційною владою і А. Ступницький перейшов на господарчу роботу.
У 1942—1943 роках працював керівником відділу суспільної опіки у Рівному.
Від березня 1943 року разом із сином Юрієм — в Українській повстанській армії. З травня 1943 року — шеф Штабу військової округи «Заграва», мав псевдонім «Гончаренко», організатор підстаршинських та старшинських шкіл УПА (зокрема «Дружинники»), начальник штабу УПА-Північ.
У серпні-грудні 1943 року очолював самооборону на Північно-Західних українських землях, керував бойовими операціями проти німців.
Під час облави військ НКВД потрапив разом із сином до полону. Завдяки зміні справжнього прізвища, маскуванні під дідуся, Леонідові Ступницькому вдалося вирватись від енкаведистів, але сина Юрка навіть під чужим прізвищем засудили на 10 років ув'язнення.
Данило Шумук (колишній член КПЗУ, боєць УПА, майбутній дисидент і в'язень радянських таборів) мав нагоду зустрітися з Леонідом Ступницьким і поставити низку гострих запитань, зокрема і щодо того, як поводитися з підступними більшовиками:

| — Отже, ОУН кинула правильний клич: «З більшовиками по-більшовицькому!» — Ні, я не прихильник таких кличів. Тоді зникне сенс боротьби: ми уподібнимось до тих, з ким ведемо боротьбу. Японський філософ Умітура писав: «Істина божественна і проголосили її зовсім не ради держави. Якщо ми не в силі врятувати державу, нам залишається тільки докласти всіх зусиль, щоб урятувати істину. Якщо ми збережемо істину, то держава хоч і згине, може відродиться знову; якщо ж зречемося істини, то держава, навіть коли буде процвітати, врешті згине. Любов до батьківщини містить далеко більшою мірою вірність істині, ніж вірність державі». — Я радий, і то дуже радий, що ви так думаєте, — схвильовано сказав я, — але практично ми все ж таки простуємо до організації тоталітарного типу. — Так, це правда, — ствердно сказав Ступницький, — ОУН — організація тоталітарного напрямку. Але на сьогодні вона єдина здатна вести боротьбу з окупантами, і тому ми змушені співпрацювати з нею. Крім того, працюючи на ОУН, ми одночасно змінюємо її дух, її обличчя. Ми вносимо в неї «свіжу кров», і це все колись дасть свої наслідки». |
Героїчно загинув у бою проти частин НКВС біля села Дермань Здолбунівського району Рівненської області — застрелився у криївці, не бажаючи потрапити у полон.
27 квітня 1945 року рішенням Української Головної Визвольної Ради був посмертно підвищений до рангу генерал-хорунжого УПА.

## Родина
В 1922 році Леонід Ступницький, проживаючи в Острозі, одружився з учителькою Лідією Беднарською. У них народилося двоє синів Юрій (1923) і Сергій (1932).
З початком німецько-радянської війни його дружину, тещу і меншого сина Сергія енкаведисти депортували у Казахстан.
Син Юрій після десятирічного ув'язнення повернувся в Україну. 1993 року розшукав брата Сергія аж у Варшаві. Від нього дізнався, що мама померла на засланні 1942 року, а бабуся — 1944 року. Оскільки Сергій став безпритульним то потрапив до польського сиротинця. Після війни уряд Польщі став вимагати від Радянського Союзу репатріації всіх польських притулків до Польщі. Разом з ними у Щецінське воєводство поїхав і Сергій. У Польщі закінчив офіцерську школу, працював у Міністерстві закордонних справ.
Юрій Ступницький доживав у місті Кременці під чужим прізвищем Ковальчук. 1992 року він спробував повернути своє справжнє прізвище, але суд йому відмовив.

## Вшанування пам'яті
- Іменем Леоніда Ступницького названий провулок[2] в місті Житомир.
- У багатьох містах України є Вулиця Героїв УПА, до яких належить і Леонід Ступницький.
- Указом Президента України у День Української Державності 15 липня 2025 року 31 окремій механізованій бригаді Сухопутних військ Збройних Сил України присвоєно почесне найменування «імені генерал-хорунжого Леоніда Ступницького».[3]